# 연예 기획사
연예 기획사(演藝企劃社)는 연예인이 연예 활동을 원활하게 하도록 조력하는 회사이다.
스케줄, 이동, 홍보, 계약 등 매니지먼트 역할과 에이전시 역할이 주 업무이다. 거기서 더 나아가 가수나 배우 지망생 등을 뽑아 교육하여 연예계에 데뷔시키는 역할도 하게 된다. 이렇게 좀 더 주도적으로 대중예술에 참여하게 되면서 '기획사'라는 명칭을 쓰게 되었다.
배우, 가수, 코미디언 등과 업무 계약을 맺게 되고 대중예술인은 방송사 등으로부터 출연료를 받게 되면 일정한 비율을 연예 기획사에 지급하게 된다.
2000년대에 들어서는 분야를 넓혀 운동선수, 아나운서 등과도 업무 계약을 맺게 되었다. 안정적인 자금 운용을 위해 레코드회사 겸업을 넘어 영화·텔레비전 드라마·예능 제작, 요식업, 숙박업 등 다양한 사업분야로 다각화하는 것이 추세이다.

## 같이 보기
- 모델 에이전시
- 극단